# Jablonowka (Kaliningrad, Gwardeisk)
Jablonowka (russisch Яблоновка, deutsch Bartenhof) ist ein Ort in der russischen Oblast Kaliningrad. Er gehört zur kommunalen Selbstverwaltungseinheit Stadtkreis Gwardeisk im Rajon Gwardeisk.

## Geographische Lage
Jablonowka liegt 15 Kilometer nordwestlich der Rajonstadt Gwardeisk (Tapiau) an einer Nebenstraße, die bei Worobjowo (Groß Hohenrade) von der alten Trasse der Föderalstraße A229 (einstige deutsche Reichsstraße 1, jetzt Kommunalstraße 27K-031) abzweigt und über Roschtschino (Possindern) und Malinowka (Podewitten) bis nach Kalinkowo (Irglacken) und weiter bis Gwardeisk (Tapiau) verläuft. Bis 1945 war das damalige Bartenhof Bahnstation an der Bahnstrecke Tapiau–Possindern (–Königsberg) (Gwardeisk–Roschtschino (–Kaliningrad)) der Wehlau–Friedländer Kreisbahnen.

## Geschichte
Das bis 1946 Bartenhof genannte Dorf wurde 1874 in den neu errichteten Amtsbezirk Pomedien (russisch: Pruschaly, nicht mehr existent) eingegliedert. Er gehörte bis 1945 zum Kreis Wehlau im Regierungsbezirk Königsberg der preußischen Provinz Ostpreußen. Am 8. Oktober 1900 wurde das bis dahin Adlig Barthen genannte Dorf in Adlig Barthenhof (ab 1934 ohne Zusatz Bartenhof) umbenannt. 1910 lebten hier 150 Einwohner.
Zum damaligen Gutsbezirk Bartenhof gehörten die Ortschaften Graudenz und Fichtenhof, seit 1898 auch Königlich Barthen (russisch: Dubrowka) und Klein Barthen, die jedoch alle nicht mehr existieren. Am 30. September 1928 schloss sich der Gutsbezirk Bartenhof mit den Landgemeinden Rauschninken und Thulpörschken (russisch: Markowo, beide nicht mehr existent) sowie den Gutsbezirken Adlig Langendorf (Sokolniki), Eichen (Kalinowka) und Gubehnen (Olenino, die letzten beiden sind untergegangen) zur neuen Landgemeinde Bartenhof zusammen. Die Einwohnerzahl belief sich 1933 auf 255 und betrug 1939 noch 237.
In Kriegsfolge kam Bartenhof 1945 mit dem nördlichen Ostpreußen zur Sowjetunion. 1947 erhielt der Ort die russische Bezeichnung „Jablonowka“ und wurde gleichzeitig dem Dorfsowjet Golowenski selski Sowet im Rajon Gwardeisk zugeordnet. 1954 gelangte der Ort in den Borski selski Sowet. Von 2005 bis 2014 gehörte Jablonowka zur Landgemeinde Slawinskoje selskoje posselenije und seither zum Stadtkreis Gwardeisk.

## Kirche
Bartenhofs Bevölkerung war bis 1945 fast ausschließlich evangelischer Konfession. Das Dorf war in das Kirchspiel der Kirche Kremitten (russisch: Losowoje) eingepfarrt, das zum Kirchenkreis Wehlau in der Kirchenprovinz Ostpreußen der Kirche der Altpreußischen Union gehörte. Heute liegt Jablonokwa im Einzugsbereich der in den 1990er Jahren neu entstandenen evangelisch-lutherischen Gemeinde Gwardeisk (Tapiau), einer Filialgemeinde der Auferstehungskirche in Kaliningrad (Königsberg) in der Propstei Kaliningrad der Evangelisch-lutherischen Kirche Europäisches Russland.